# Black and Blue (album des Rolling Stones)
Pour les articles homonymes, voir Black and Blue.
Albums de The Rolling Stones
Made in the Shade
(1975) Love You Live
(1977)
Singles
1. Fool to Cry
Sortie : 26 avril 1976
2. Hot Stuff
Sortie : juin 1976

Black and Blue est le treizième album studio du groupe rock britannique The Rolling Stones, sorti en avril 1976 et produit par les Glimmer Twins, surnom du duo de compositeurs formé de Mick Jagger et Keith Richards. Cet album est le premier du groupe réalisé après le départ du guitariste Mick Taylor. Son remplaçant, Ron Wood, participe à l'album comme musicien invité et devient membre officiel des Stones à la fin des enregistrements.

## Historique
Le 29 novembre 1974, un mois après la sortie de It's Only Rock'n Roll, Mick Taylor quitte le groupe. Les Rolling Stones décident de retourner dès décembre en studio afin de travailler sur leur prochain album, planifié pour sortir lors de la tournée américaine de l'été 1975, tout en cherchant un remplaçant à Taylor.
Les sessions commencent le 6 décembre 1974 aux Musicland Studios de Munich, où le groupe a enregistré son précédent album. Après le départ de Mick Taylor, le groupe se retrouve à quatre, heureusement accompagné du fidèle pianiste Nicky Hopkins. Selon l'ingénieur du son Glyn Johns, il a apprécié la formation réduite et a trouvé confortable de travailler durant ces sessions. Après deux jours de répétitions sans Keith et Nicky, l'enregistrement commence le 8 et dure jusqu'au 15 décembre. Durant ces sessions sont enregistrées les pistes de base de Cherry Oh Baby et Fool To Cry, ainsi qu'une succession de chansons non retenues pour l'album.
Début 1975, le groupe, toujours à la recherche d'un remplaçant pour Mick Taylor, se rend à Rotterdam aux Pays-Bas dans une salle de répétition pour orchestre dénichée par l'ancien pianiste et accompagnateur Ian Stewart, avec le Rolling Stones Mobile Studio. Bien que l'acoustique ne soit pas adaptée à un groupe rock, les Stones continuent malgré tout d'enregistrer, tout en auditionnant de nombreux guitaristes postulant au poste laissé vacant par Mick Taylor, dont Wayne Perkins, Rory Gallagher et Jeff Beck. Mais les séances prennent finalement beaucoup plus de temps que prévu, en raison du casting. Devant cette inefficacité, l'ingénieur du son Glyn Johns s'emporte contre Keith Richards et quitte définitivement le groupe. Après avoir produit leurs plus grands albums, il ne terminera pas Black and Blue et ne travaillera plus jamais avec eux. Les séances à Rotterdam durent du 22 janvier au 9 février, période durant laquelle sont mises en boîte les chansons Crazy Mama, Melody, Slave et Worried About You. Ces deux dernières seront publiées sur un autre album du groupe, Tattoo You, six ans plus tard.
Pendant que les journaux s'interrogent sur le successeur de Mick Taylor, le groupe retourne aux Musicland Studios de Munich le 22 mars suivant, accompagné de l'Américain Wayne Perkins, possible choix du groupe lors du casting. Pourtant, le guitariste Harvey Mandel vient quand même faire un essai le 30 mars, preuve que le groupe n'est pas encore fixé sur le choix du remplaçant. Deux jours plus tard, Ronnie Wood, l'ex-bassiste du Jeff Beck Group avec Rod Stewart et actuel guitariste des Faces, vient rendre visite au groupe. Ce jour-là, le groupe découvre le candidat idéal pour le poste laissé vacant : en plus d'être Anglais, il a le même humour et la même personnalité que Mick Jagger et Keith Richards, même s'il n'est pas aussi virtuose que Taylor. Mais Ron ne veut pas dans l'immédiat rompre ses engagements avec Rod Stewart et son groupe les Faces. Les sessions à Munich se terminent le 4 avril. Au cours de celles-ci sont enregistrées Hand of Fate, Hot Stuff, Memory Motel, Hey Negrita et une version démo de Start Me Up. Cette dernière sera réenregistrée par la suite et apparaitra sur Tattoo You.
Puis le groupe part en tournée en Amérique avec le claviériste Billy Preston et Ron Wood. En attendant la session suivante, les Stones publient la compilation Made in the Shade le 6 juin 1975. Or ce même jour, le label ABKCO possédant les chansons du groupe des années 1960 publie un nouvel album de chansons inédites non publiées ou dans des versions alternatives intitulé Metamorphosis.
Après sa tournée américaine, le groupe, accompagné de Ron Wood, Billy Preston et du percussionniste Ollie E. Brown, retourne en studio du 19 octobre au 30 novembre, au Mountain Recording Studios à Montreux en Suisse, pour finir l'enregistrement de l'album.
Le 18 décembre 1975, Rod Stewart dissout les Faces et Ron Wood peut officiellement rejoindre les Rolling Stones.
Enfin, Mick Jagger et Keith Richards finalisent l'album aux Studios Atlantic à New York en janvier 1976 pour les touches finales, le mixage et le mastering, supervisés par Ahmet Ertegün.

## Caractéristiques artistiques

### Analyse du contenu
Bien que Jagger et Richards soient crédités en tant qu'auteurs de toutes les chansons de l'album, sauf Cherry Oh Baby d'Eric Donaldson, il est précisé pour Hey Negrita : « Inspirée par Ron Wood » et pour Melody : « Inspirée par Billy Preston ». Bill Wyman publiera plus tard une version de Melody avec ses Rhythm Kings sur l'album Struttin' Our Stuff où Billy Preston est crédité en tant qu'auteur. "Melody" est basée sur sa chanson "Do You Love Me" de celui-ci et Bruce Fisher, sur son album de 1973, Everybody Likes Some Kind of Music.
Musicalement Black and Blue — nommé ainsi à cause des nombreuses influences de la musique noire qu'il contient — est le symbole d'un renouvellement artistique pour les Stones en incorporant des influences reggae (Cherry Oh Baby d'Eric Donaldson), jazz (Melody) ou funky à la mode de La Nouvelle-Orléans avec Billy Preston aux claviers (Hot Stuff et Hey Negrita). Cependant la ballade Fool to Cry, sortie en 45 tours et qui connut un gros succès, fut dénigrée par les fans puristes.

## Parution et réception
Sorti en avril 1976 (précédé du single Fool to Cry), Black and Blue récolta un bon succès auprès du public, se classant no 1 en France, no 2 en Grande-Bretagne, et restant quatre semaines no 1 des charts américains, étant même sacré disque de platine. Malgré cela, la critique, sans doute désorientée par le renouveau musical de cet album, ne fut pas très clémente avec lui, le jugeant « trop pauvre artistiquement ». La sortie de Black and Blue fut suivie en été 1976 par une tournée européenne.
La promotion de l'album s'accompagne de l'installation par Atlantic Records, en juin 1976, d'un panneau publicitaire controversé sur Sunset Strip à Hollywood, représentant une femme ligotée aux côtés du slogan « I'm Black and Blue from the Rolling Stones – and I love it! » (« Je suis couverte de bleus par les Rolling Stones - et j'aime ça ! »). Le panneau d'affichage a été retiré après des protestations féministes.
En 1994, Black and Blue a été réédité en CD remasterisé chez Virgin Records.

## Liste des chansons
Toutes les chansons sont écrites et composées par Mick Jagger et Keith Richards sauf mention contraire.
| No | Titre          | Auteur         | Durée |
| -- | -------------- | -------------- | ----- |
| 1. | Hot Stuff      |                | 5:21  |
| 2. | Hand of Fate   |                | 4:28  |
| 3. | Cherry Oh Baby | Eric Donaldson | 3:54  |
| 4. | Memory Motel   |                | 7:06  |
| 5. | Hey Negrita    |                | 4:58  |
| 6. | Melody         |                | 5:48  |
| 7. | Fool to Cry    |                | 5:02  |
| 8. | Crazy Mama     |                | 4:32  |

## Personnel

### The Rolling Stones
- Mick Jagger - chant, chœurs sur Hot Stuff, Cherry oh baby, Memory Motel et Fool to cry, harmonies vocales sur Hey Negrita, percussions sur Hot Stuff, guitare rythmique sur Crazy Mama, piano électrique sur Fool to cry, piano acoustique sur Memory Motel, bruits de pas sur Melody.
- Keith Richards - guitare rythmique sur Hot Stuff et Fool to cry, guitare solo et basse sur Crazy Mama, chœurs sur Hot Stuff, Hand of Fate, Cherry Oh Baby, Memory Motel, Hey Negrita, harmonies vocales sur Cherry oh Baby, piano électrique sur Memory Motel.
- Bill Wyman - basse sauf sur Crazy Mama, percussions sur Hot Stuff.
- Charlie Watts - batterie, percussions sur Hot Stuff

### Musiciens supplémentaires
- Ron Wood  - guitare solo sur Hey Negrita et Crazy Mama, guitare rythmique sur Cherry oh Baby, chœurs sur Hot Stuff, Hand of Fate, Memory Motel, Hey Negrita, et Crazy Mama.
- Wayne Perkins - guitare acoustique sur Memory Motel, guitare électrique sur Hand of Fate et Fool to Cry.
- Harvey Mandel - guitare solo sur Hot Stuff et Memory Motel.
- Billy Preston - orgue sur Hey Negrita et Melody,  piano sur Hot Stuff, Hand of Fate, Hey Negrita, Melody et Crazy Mama, chœurs sur Hot Stuff, Memory Motel, Melody et Hey Negrita, percussions sur Melody, Synthétiseur ARP String Ensemble sur Memory Motel.
- Nicky Hopkins - piano et Arp String Ensemble sur Fool to cry, orgue sur Cherry Oh Baby.
- Ollie Brown - Percussions sur Hot Stuff, Hand of Fate, Cherry Oh Baby, Hey Negrita et Crazy Mama.
- Ian Stewart : Percussions sur Hot Stuff.
- Arif Mardin - Arrangements de cuivres sur Melody.

### Équipe technique
- Ingénieurs : Keith Harwood, Glyn Johns, Phil McDonald, Lew Hahn.
- Assistants ingénieurs : Jeremy Gee, Dave Richards, Tapani, Steve Dowd, Gene Paul.
- Master du disque vinyle : Lee Hulko aux studios Sterling Sound.
- Master du CD : Robert Ludwig aux studios Gateway Mastering pour l'édition Virgin Records de 1994.

## Charts et certifications

### Album
| Pays             | Durée du classement | Meilleur classement | Date            |
| ---------------- | ------------------- | ------------------- | --------------- |
| Allemagne        | 5 semaines          | 15e                 | 30 avril 1976   |
| Australie        | 16 semaines         | 4e                  | 31 mai 1976     |
| Autriche         | 4 semaines          | 4e                  | 15 juillet 1976 |
| Canada           | 19 semaines         | 2e                  | 19 juin 1976    |
| États-Unis       | 24 semaines         | 1er                 | 15 mai 1976     |
| France           | 73 semaines         | 1er                 | 7 mai 1976      |
| Norvège          | 15 semaines         | 2e                  | 17 mai 1976     |
| Nouvelle-Zélande | 39 semaines         | 4e                  | 21 mai 1976     |
| Pays-Bas         | 23 semaines         | 1er                 | 1er mai 1976    |
| Royaume-Uni      | 14 semaines         | 2e                  | 15 mai 1976     |
| Suède            | 8 semaines          | 6e                  | 11 mai 1976     |

Certifications
| Pays        | Certification | Ventes      | Date           |
| ----------- | ------------- | ----------- | -------------- |
| États-Unis  | Platine       | 1 000 000 + | 23 juin 1976   |
| France      | Or            | 100 000 +   | 1976           |
| Royaume-Uni | Or            | 100 000 +   | 1er avril 1976 |

### Singles
| Single      | Chart              | Durée du classement | Position | Date             |
| ----------- | ------------------ | ------------------- | -------- | ---------------- |
| Fool to Cry | Hot 100            | 9 semaines          | 10e      | 5 juin 1976      |
| Fool to Cry | UK Singles Chart   | 10 semaines         | 6e       | 5 juin 1976      |
| Fool to Cry | RPM Top Singles    | 16 semaines         | 11e      | 3 juin 1976      |
| Fool to Cry | (V) Ultratop       | 4 semaines          | 16e      | 26 juin 1976     |
| Fool to Cry | (W) Ultratop       | 11 semaines         | 9e       | 10 juillet 1976  |
| Fool to Cry | Single Top 100     | 18 semaines         | 1er      | 18 juillet 1976  |
| Fool to Cry | VG-lista           | 1 semaine           | 8e       | 12 juillet 1976  |
| Fool to Cry | RMNZ Singles Top40 | 2 semaines          | 38e      | 18 juin 2023     |
| Fool to Cry | Mega Top 50        | 4 semaines          | 10e      | 22 mai 1976      |
| Hot Stuff   | Hot 100            | 6 semaines          | 49e      | 17 juillet 1976  |
| Hot Stuff   | (W) Ultratop       | 1 semaine           | 48e      | 18 décembre 1976 |
| Hot Stuff   | RPM Top Singles    | 7 semaines          | 72e      | 4 septembre 1976 |
| Hot Stuff   | Single Top 100     | 4 semaines          | 31e      | 3 octobre 1976   |